# Canale Terek-Kuma
Il canale Terek-Kuma (in russo Терско-Кумский канал?, Tersko-Kumskij kanal) è un canale d'irrigazione della Russia europea meridionale (Territorio di Stavropol' e Ossezia Settentrionale-Alania) che collega le acque del fiume Terek a quelle del Kuma. È stato realizzato negli anni 1952-1960. 

## Descrizione
Il canale, progettato per l'irrigazione, ha origine nel villaggio di Pavlodol'skaya (a sud-ovest di Mozdok), dove il fiume Terek è bloccato da una diga, e sfocia nel fiume Kuma presso la diga Levokumskaja. Il canale è stato progettato per far passare 200 m³/s d'acqua e la portata media annua del canale è di circa 2,7 miliardi di m³ d'acqua, ovvero più di 1/3 della portata media annua del Terek. Attraverso il canale Kuma-Manyč, che inizia dove termina il Terek-Kuma, vengono trasferiti 1,2 miliardi di metri cubi al bacino Čograjskoe.
Il canale ha tre salti: a 21 km (altezza caduta dell'acqua 7,9 m), a 113 km (31,6 m) e a 146 km (20,5 m).